# Bernafon
A Bernafon egy hallókészülék-gyártással foglalkozó svájci vállalat.

## Története
A Bernafon hallókészülékek története több mint 60 éve kezdődött a Gfeller társaságnál a svájci, Flamattban. Nem sokkal a második világháború után a társaság két okból döntött a hallókészülék piacra való belépésről. Egyfelől a vezetés régóta ki akarta bővíteni termékei körét, másfelől Hans Gfeller, a társaság vezetője maga is súlyos hallássérült volt.
Így hát Hans Gfeller fia és egyik ösztöndíjas tanítványa elkezdte saját hallókészülékük kifejlesztését. Az első modell 1946-ban készült el, melynél a készülék és akkumulátora két külön bőrtáskában volt elhelyezve, emiatt lett a modell neve A1 dupla csomag.
A készülék hamarosan nagyon keresett lett és a Gfeller termékválaszték nélkülözhetetlen részévé vált.
Ma – több mint 60 évvel később – a Bernafon hallókészülékek fejlesztését, gyártását és értékesítését egy nagy nemzetközi cégcsoport végzi a Bernafon védjegye alatt.

## Vezetők
- Erich Spahr - Global CEO and President

## Termékek
- mélyhallójárati CIC
- hallójárati ITC
- hallójárati ITE
- fülmögötti BTE